# 岸和田BBスタジオ
岸和田BBスタジオ（きしわだビービースタジオ）は2004年7月17日から岸和田競輪場における競輪の通常開催での開催レースを完全生中継している。

## 概要
レース中継を場内および場外車券売場のサテライト大阪に向けて放送している。公式ホームページにおいても同じ映像をインターネットで配信しており、電話投票・インターネット投票会員向けにオッズを公開し、オッズ検索などの便利な機能を備えている。
かつては場内にオープンスタジオとなっているブースを設置し、競輪の実況中継を行なっているアナウンサーが『BBキャスター』としてMCとなり、レースの合間に解説や予想を行っていたが、2010年10月30日よりJKAによる動画中継サイトKEIRIN.JPストリームの運営が開始され場外中継の必要がなくなることなどにより、28日をもって『BBキャスター』の出演によるレース解説は終了となり、場外中継は『KEIRIN.JPストリーム』に移行されることになった。

## BBキャスターとしての出演者
- 滝口久（たきぐち ひさし）…京都向日町競輪場・奈良競輪場の実況アナウンサー
- 和田年弘（わだ ねんこう）…広島競輪場・高松競輪場・観音寺競輪場（廃止）の実況アナウンサー
- 藤澤宏己（ふじさわ ひろみ）…名古屋競輪場・一宮競輪場（廃止）の実況アナウンサー
- 橋本悠督（はしもと ゆうすけ）…奈良競輪場・岸和田競輪場の実況アナウンサーおよび岸和田競輪場地上波中継の番組司会
- 青沼稔（あおぬま みのる）…岸和田BBスタジオ専属キャスター
- 岸根正朋（きしね まさとも）…岸和田競輪場CS放送中継の番組司会も担当していた。笠松競馬場と名古屋競馬場の実況担当になったため途中で降板